# Brigitte Federspiel
Birgitte Federspiel (Kopenhagen, 6 september 1925 - Odense, 2 februari 2005) was een Deense actrice. Ze is voornamelijk bekend voor haar rol als Inger Borgen in Ordet, een film uit 1955.

## Persoonlijk leven
Birgitte Federspiel was driemaal getrouwd, telkens met een Deense acteur: Henning Ahrensborg, Freddy Koch en Jens Østerholm.

## Geselecteerde films
- Ordet (1955) - als Inger Borgen
- En fremmed banker på (1959) - als Vibeke